# Landes-Offensive zur Entwicklung Wissenschaftlich-ökonomischer Exzellenz
Die Landes-Offensive zur Entwicklung Wissenschaftlich-ökonomischer Exzellenz (LOEWE) ist ein seit 2008 umgesetztes Programm zur Forschungsförderung des Landes Hessen, das durch das Hessische Ministerium für Wissenschaft und Kunst koordiniert wird. Es läuft unabhängig vom sogenannten Hochschulpakt mit den hessischen Hochschulen sowie der bestehenden institutionellen Förderung von Forschungseinrichtungen in Hessen und bietet eine mehrjährige Anschub-Finanzierung langfristig zu etablierender Forschungsstrukturen, die im Anschluss u. a. durch die Max-Planck-Gesellschaft, die Fraunhofer-Gesellschaft, die Leibniz-Gemeinschaft oder die Helmholtz-Gemeinschaft Deutscher Forschungszentren getragen werden sollen.

## Ziele
LOEWE dient der Strukturbildung und Binnendifferenzierung innerhalb der hessischen Forschungslandschaft. Die an Hochschulen und außeruniversitären Forschungseinrichtungen bereits vorhandene wissenschaftliche Kompetenz soll im Sinne einer Profilbildung der jeweiligen Standorte gestärkt, ihre Vernetzung vorangetrieben werden. Die Hessische Landesregierung verspricht sich von LOEWE u. a. einen Anstieg der Zahl hessischer Einrichtungen, die an der gemeinsamen Forschungsförderung von Bund und Ländern partizipieren, eine erhöhte Befähigung hessischer Forschungsinstitutionen, Drittmittel aus überregionalen Forschungsprogrammen einzuwerben, eine verbesserte ökonomische Wertschöpfung, insbesondere aus den Angewandten Wissenschaften, und in diesem Zusammenhang nicht zuletzt eine vertiefte Kooperation zwischen Universitäten und Fachhochschulen.

## Umsetzung
LOEWE verfolgt drei Förderlinien: LOEWE-Zentren, LOEWE-Schwerpunkte sowie LOEWE-Verbundvorhaben.

### LOEWE-Zentren
LOEWE-Zentren dienen dem Ausbau bereits bestehender, insbesondere kooperativ auszuschöpfender, universitärer und außeruniversitärer Forschungsressourcen zu örtlichen oder regionalen Forschungszentren. Das Fördervolumen beläuft sich auf 2 bis 8 Millionen Euro im Jahr. Die maximale Förderdauer beträgt inklusive einer im Ausnahmefall zuerkannten Auslauf-Finanzierung 7 Jahre.
Gefördert wurden seit 2008 zehn Zentren, wie beispielsweise das Biodiversität und Klima Forschungszentrum.

### LOEWE-Schwerpunkte
In der Gestalt dem LOEWE-Zentrum durchaus ähnlich, grenzt sich der LOEWE-Schwerpunkt von diesem v. a. durch eine schlankere Dimensionierung ab: Das Fördervolumen liegt zwischen 0,5 und 1,5 Millionen Euro jährlich. Inklusive einer möglichen, aber nicht obligatorischen Auslauf-Finanzierung kann der LOEWE-Schwerpunkt maximal über einen Zeitraum von 4 Jahren aus LOEWE-Mitteln finanziert werden.

### LOEWE-Verbundvorhaben
Deutlich stärker ökonomisch orientiert als die vorgenannten Förderlinien ist die der Loewe-Verbundvorhaben. Hier steht die verbesserte Zusammenarbeit von Hochschulen und kleinen wie mittleren Unternehmen im Vordergrund. Primäres Ziel ist die Erzeugung marktfähiger Produkte, Dienstleistungen und Verfahren. Die normale Förderdauer beläuft sich auf drei Jahre.

## Aufwendungen
Nach Auskunft des Hessischen Ministeriums für Wissenschaft und Kunst wurden im Jahr 2008 20 Millionen Euro und im Jahr 2009 45 Millionen Euro in LOEWE investiert. Für 2010 ist ein Gesamtfördervolumen von 95 Millionen Euro, ab 2011 von jährlich 90 Millionen Euro angekündigt. Insgesamt sollen in der Legislaturperiode von 2009 bis 2013 410 Millionen Euro bereitgestellt werden.